# 扬-埃里克·奥尔松
扬-埃里克·奥尔松（瑞典語：Jan-Erik Olsson，1941年—）是一名瑞典罪犯，出生于该国斯科讷省比夫市镇。奥尔松因身为1973年诺马尔姆广场劫案的主犯知名，这场劫案导致了斯德哥尔摩综合征一词的诞生。

## 早年罪行
奥尔松在卡尔马的监狱认识了另一名罪犯克拉克·奥洛夫松，并与之交好，对其抢劫银行的“光辉”历史着迷。奥尔松从监狱逃脱后，于1973年1月7日企图用炸药炸开监狱墙壁以救出奥洛夫松。奥尔松坐在墙外的车上，而奥洛夫松未能引爆炸药，这次救援行动以失败告终。

## 广场劫案
1973年8月，奥尔松在斯德哥尔摩诺马尔姆广场发动了一场银行抢劫和劫持人质行动。8月23日，他用面罩遮住脸部，穿着放有冲锋枪的夹克衫进入银行，并劫持了4名人质。在和警方的谈判过程中，他要求把奥洛夫松和300万瑞典克朗带到现场。在对峙中，奥尔松多次向警方开火，打伤了一名警察的脸和手。28日，在警方使用催泪弹后，奥尔松和奥洛夫松投降。奥尔松被判处10年徒刑，于80年代初释放。
自诺玛尔姆以后，奥尔松保持低调，和妻子在泰国生活了15年，期间经营了一家超市。后来他回到瑞典赫尔辛堡，在汽车修理店工作，现已退休。奥尔松为自己的惯犯罪行表示过忏悔，并为在诺马尔姆广场的罪行公开道歉。

## 扩展阅读
- Olsson, Janne. . Stockholm: Telegram Bokförlag AB. 2009. ISBN 978-91-86183-04-2.